# 日本経済新聞札幌支社
日本経済新聞札幌支社（にほんけいざいしんぶん・さっぽろししゃ）は、日本経済新聞の北海道地区の新聞発行業務を行う支社（日本経済新聞東京本社管轄）である。北海道内で発行される全国紙で、唯一「北海道本社or支社」とは名乗っていない。また、他の大手紙は道内欄の記事を他地域より多めに設定しているが、日本経済新聞は他地域と同様で、主に東京本社製作の紙面をそのまま掲載してある。ただし地場記事については経済に特化した内容で地方版として日・月曜と祝日の翌日を除く毎朝連載している。朝刊のみの「統合（全日）版」である。

## 概要
1970年に札幌での現地印刷が開始された。

## 発行所・拠点
- 札幌支社　札幌市中央区北1条西6丁目1-2 〒060-8621
- 印刷所　　札幌市西区宮の沢1条4丁目15-5

自社工場ではなく、北海道新聞社の関連会社「道新オフセット」に委託している。

## 番組表

### 第1テレビ・ラジオ欄
- 1段目（全てフルサイズ）
  - NHK、NHK Eテレ、HBC、STV、HTB、TVh、UHB
- 2段目
  - ハーフサイズ：NHK第1、ラジオNIKKEI
  - クォーターサイズ：FM青森
  - クォーターサイズより大きめ：青森放送、NHKFM、NORTHWAVE、AIR-G'、HBCラジオ、STVラジオ、NHK第2

### 第2テレビ欄
- 東京本社版に配列同じ

## 関連会社
- テレビ北海道（北海道新聞社も出資）
- 北海道文化放送（北海道新聞社傘下で、開局以来日経も資本参加）
- FM NORTH WAVE